# Marie-Catherine de Saint-Augustin
Pour les articles homonymes, voir Sainte Catherine (homonymie), Saint-Augustin et Longpré.
Marie-Catherine de Saint-Augustin (dans le monde Catherine de Simon de Longpré), née le 3 mai 1632 à Saint-Sauveur-le-Vicomte (France) et décédée le 8 mai 1668 à Québec (Canada), est une religieuse française. D'abord moniale en France elle rejoint des religieuses hospitalières en 1648 pour consacrer sa vie au soin des malades en Nouvelle-France. Elle y acquiert une réputation de sainteté. Considérée comme une fondatrice de l'Église catholique du Canada elle est béatifiée en 1989 et liturgiquement commémorée le 8 mai.

## Biographie

### Formation
Née à Saint-Sauveur-le-Vicomte, dans la Manche, Catherine de Simon de Longpré, qui vit chez ses grands-parents, fréquente tôt les pauvres et les malades, la maison des grands-parents accueillant déjà tous ces nécessiteux, tel un petit hôtel-Dieu. Entrée chez les Augustines de Bayeux le 7 octobre 1644, puis novice à partir du 24 octobre 1646, elle quitte le monastère de Bayeux en avril 1648 pour rejoindre le port de La Rochelle, d'où elle part pour la Nouvelle-France le 31 mai 1648, à bord du bateau Le Cardinal, afin d'aider les religieuses hospitalières de l'hôtel-Dieu de Québec.
En 1647, les religieuses hospitalières de l’hôtel-Dieu de Québec sont débordées par leurs tâches. Elles prient alors « instamment le Pere Vimont qui passoit en France et qui devoit revenir l’année suivante » de ramener quelques religieuses. Grâce aux démarches du père Vimont, trois religieuses hospitalières débarquent à Québec le 19 août 1648 : Marie-Catherine de Saint-Augustin, de la nouvelle maison de Bayeux, Anne de l’Assomption, de la communauté de Dieppe et Jeanne Thomas de Sainte-Agnès, de la communauté de Vannes.
La traversée des trois religieuses est tragique. Jeanne-Françoise Juchereau raconte en détail ce périple de trois mois, les ravages causés par la peste et la guérison miraculeuse de Marie-Catherine de Saint-Augustin :

« Elles se rendirent à la Rochelle où elles s'embarquerent le 27 de Mai & firent voile. Quatre jours après la maladie contagieuse s'étant mise dans le vaisseau, nos Religieuses exercerent avec beaucoup de ferveur leur vocation d'Hospitalieres, en servant les malades, & s'exposant courageusement à mourir dès le commencement de leur carriere : la Mere Marie-Catherine de Saint Augustin se signala, & la charité ne lui permettant de se ménager en rien, elle gagna elle-même la peste, sa fiévre fut si ardente, qu'il lui parut sur le corps comme une espéce de ceinture composée de douze charbons, elle fut assistée de ses deux compagnes avec tout le soin possible ; mais on peut juger aisément que dans un vaisseau on ne peut avoir que très-peu de secours, & celui sur lequel elles étoient ayant manqué d'eau douce on fut obligé pour donner quelque rafraichissement à cette chere malade, d'étendre des linges pour recevoir la rosée du Ciel afin d'étancher un peu sa soif ; il mourut quantité de personnes, le Capitaine de la Flote fut de ce nombre, & ce fut par miracle que notre chere Sœur fut guérie. »

### Nouvelle-France
La Nouvelle-France risque d'être submergée par la guerre et l'avenir des sœurs mêmes semble précaire : « Nous ne nous pressons pas pour achever le reste de nos bâtimens, à cause de l’incertitude où nous sommes, si nous demeurerons longtemps ici. » Catherine trouve un hôtel-Dieu qui ressemble « plutôt à une cabane qu’à un hôpital ».
Infirmière, économe, maîtresse des novices, directrice de l'hôtel-Dieu de Québec, Marie-Catherine de Saint-Augustin se voue entièrement aux malades et aux pauvres.
Le père jésuite Paul Ragueneau est choisi pour être le directeur spirituel de Catherine ; c'est lui qui écrira sa première biographie. Mère Marie-Catherine de Saint Augustin est renommée pour ses œuvres charitables dans un pays qu'elle aime et adopte. Elle meurt le 8 mai 1668 à l'hôtel-Dieu de Québec des suites d'une maladie touchant ses poumons.

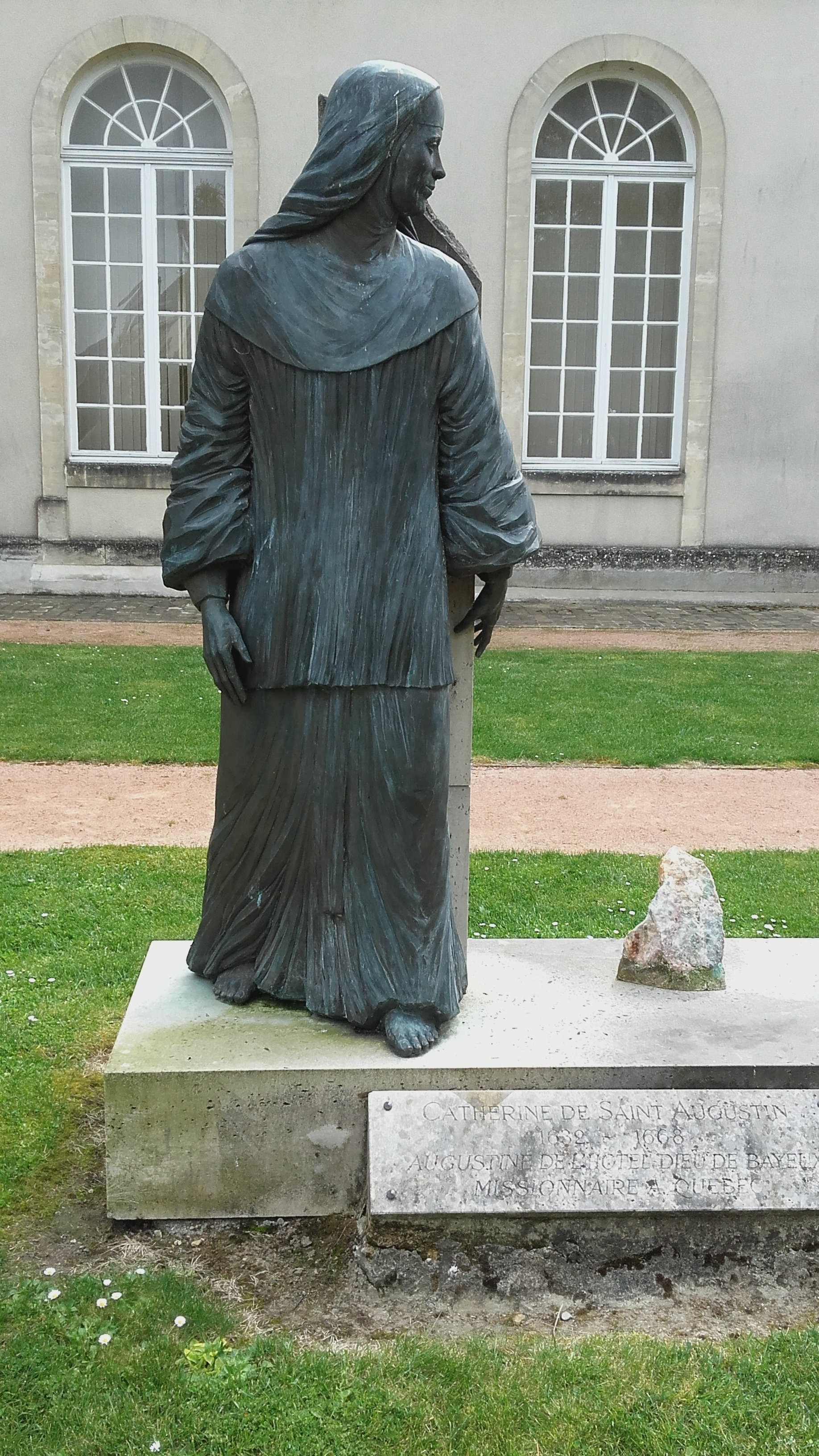
Statue à Bayeux.

En 1689, avec la permission de Mgr de Saint-Vallier, ses os sont placés dans une châsse. La châsse, réalisée par Noël Levasseur, se trouve au Centre Catherine-de-Saint-Augustin, à Québec.
Le 9 juin 1984, elle est déclarée vénérable. Le 23 avril 1989, Jean-Paul II la déclare bienheureuse. Sa fête est fixée au 8 mai.

## Hommages, postérité
- Centre Catherine-de-Saint-Augustin
- L'édifice Catherine-De Longpré, nommé en sa mémoire à l'occasion du 350e anniversaire de fondation de l'Hôtel-Dieu de Québec[8].
- Une statue en bronze la représentant, réalisée par Jules Lasalle inaugurée en 1990, située sur la place de Québec à Bayeux.
- Une rue a été nommée en son honneur, Marie-Catherine de Simon de Longpré, dans l'ancienne ville de Sainte-Foy , maintenant fusionnée avec la ville de Québec en 1994.